# Lijst van rijksmonumenten Forten bij Utrecht
De Forten bij Utrecht (totaal 11 forten en 4 lunetten), onderdeel van de Nieuwe Hollandse Waterlinie zijn allemaal beschermd als rijksmonument. In alle gevallen zijn er zelfs meerdere onderdelen op en/of rond ieder fort die afzonderlijk zijn ingeschreven in het rijksmonumentenregister. Totaal gaat het om 228 inschrijvingen. Het gaat dan om de forten zelf en de zogenaamde tussenstellingen; een geheel van werken tussen twee forten om deze opening te 'dichten'. Vaak bestaande uit enerzijds defensieve werken zoals groepsschuilplaatsen en anderzijds onderdelen van het inundatiestelsel zoals kanalen en inundatiesluizen.
Van deze rijksmonumenten zijn lijsten, vaak per fort of soms ondergebracht in de lijst van de gemeente of woonplaats waar het fort onder valt. Hieronder een overzicht van deze lijsten per onderdeel. 
| Onderdeel                                                | Lijst met rijksmonumenten                                                                                         | Aantal | Gemeente | Woonplaats / Wijk                                                   |
| -------------------------------------------------------- | --- | ------ | -------- | ------------------------------------------------------------------- |
| Fort aan de Klop                                         | Fort aan de Klop, inclusief het cluster Klopvaart en Klopdijk                                                     | 13     | Utrecht  | Overvecht (Vechtzoom-Noord, Klopvaart)                              |
| Fort de Gagel                                            | Fort de Gagel, inclusief onderdelen tussen De Gagel en Ruigenhoek                                                 | 13     | Utrecht  | Overvecht (Poldergebied Overvecht)                                  |
| Fort Ruigenhoek                                          | Fort Ruigenhoek, inclusief onderdelen tussen De Gagel en Ruigenhoek                                               | 20     | De Bilt  | Groenekan                                                           |
| Fort Blauwkapel                                          | Fort Blauwkapel                                                                                                   | 20     | Utrecht  | Blauwkapel / Overvecht (Poldergebied Overvecht)                     |
| Fort Voordorp                                            | Fort Voordorp | 12     | De Bilt  | Groenekan                                                           |
| Fort De Bilt                                             | Fort de Bilt | 23     | Utrecht  | Oost (Rijnsweerd) en Noordoost (Voordorp-Voorveldsepolder)          |
| Werken bij Griftenstein                                  | Werken bij Griftenstein                                                                                           | 9      | De Bilt  | De Bilt                                                             |
| Werken tussen Fort de Bilt en de Lunetten, Fort Vossegat | Werken tussen Fort De Bilt en de Lunetten, inclusief Fort Vossegat                                                | 10     | Utrecht  | Oost (Rijnsweerd, Galgenwaard, Schildersbuurt en Maarschalkerweerd) |
| Fort Hoofddijk                                           | Fort Hoofddijk | 9      | Utrecht  | Utrecht Science Park                                                |
| Fort bij Rijnauwen                                       | Fort bij Rijnauwen, inclusief groepsschuilplaatsen in de zogenaamde Tussenstelling Utrecht                        | 28     | Bunnik   | Bunnik                                                              |
| Lunetten op de Houtense Vlakte                           | Lunetten op de Houtense Vlakte, inclusief twee onderdelen van het Inundatiekanaal Lunetten                        | 25     | Utrecht  | Oost (Maarschalkerweerd) en Zuid (Lunetten)                         |
| Fort bij Vechten                                         | Fort Vechten, inclusief werken tussen Fort Rijnauwen en Fort Vechten, en tussen Fort Vechten en Fort het Hemeltje | 34     | Bunnik   | Vechten                                                             |
| Fort het Hemeltje                                        | Fort het Hemeltje, inclusief werken Fort Vechten en Fort het Hemeltje                                             | 12     | Houten   | Oud-Wulven                                                          |